# Dalea lutea
La dalea amarila (Dalea lutea) es una especie de planta perteneciente a la familia Fabaceae. El nombre del género Dalea es en honor al Médico y botánico inglés Samuel Dale.

## Clasificación y descripción
Arbusto hasta de 1,5(2) m de alto; hojas de 2 a 6 cm de largo, estípulas de 1 a 3 mm de largo, peciolo hasta de 6 mm de largo, foliolos 13 a 25, de 3 a 7(9) mm de largo y 1 a 3 mm de ancho, redondeados a truncados en el ápice y en la base; inflorescencias en forma de racimos terminales, de (6)10 a 18(28) cm de largo, de 8 a 12 mm de diámetro, sin considerar los pétalos y el androceo, con numerosas flores, brácteas de 2 a 4 mm de largo, cafés oscuras a negruzcas, pedicelos hasta de 1 mm de largo, algunas veces casi ausentes; cáliz de 4 a 7 mm de largo; corola amarilla; estambres 10, de 8 mm de largo; fruto algo comprimido, de 3 mm de largo, color café, piloso en la parte distal.

## Distribución
Se encuentra en México en Querétaro, municipio de Pinal de Amoles, Landa, Jalpan; Guanajuato cerro Pichardo, municipio de Atarjea; Nuevo León, Puerto Pino, municipio de Zaragoza

## Hábitat
Es planta propia y a menudo abundante de encinares húmedos y bosques mesófilos de montaña, en sustratos calizos de la Sierra Madre Oriental, en altitudes entre 800 y 2600 m s. n. m. Se ha colectado en flor entre agosto y diciembre (abril).

## Estado de conservación
Endémica del territorio mexicano.